# Nadagarodes sufasciata
Nadagarodes sufasciata är en fjärilsart som beskrevs av George Francis Hampson 1898. Nadagarodes sufasciata ingår i släktet Nadagarodes och familjen mätare. Inga underarter finns listade i Catalogue of Life.